# Knölfrostmossa
Knölfrostmossa (Prasanthus suecicus) är en bladmossart som först beskrevs av Carl Moritz Gottsche, och fick sitt nu gällande namn av Sextus Otto Lindberg. Knölfrostmossa ingår i släktet Prasanthus och familjen Gymnomitriaceae. Enligt den finländska rödlistan är arten nära hotad i Finland. Arten är reproducerande i Sverige. Artens livsmiljö är fjällhedar. Inga underarter finns listade i Catalogue of Life.